# Ciara Mageean
Ciara Mageean, född 12 mars 1992, är en irländsk friidrottare som tävlar i medeldistans.

## Karriär
Vid europamästerskapen i friidrott 2022 tog Mageean  silver på 1 500 meter. Vid europamästerskapen i friidrott 2016 tog hon brons brons på samma distans.